# Muscisaxicola rufivertex
La dormilona nuquirroja (Muscisaxicola rufivertex), también denominada dormilona de nuca rojiza (en Chile y Perú), dormilona gris (en Argentina) o dormilona de nuca rojiza del norte, es una especie de ave paseriforme de la familia Tyrannidae perteneciente al numeroso género Muscisaxicola. Algunos autores sostienen que la presente se divide en más de una especie. Es nativa de regiones andinas y adyacentes del oeste y suroeste de América del Sur.

## Distribución y hábitat
Se distribuye de forma disjunta, la subespecie occipitalis desde el norte de Perú al centro de Bolivia, y las otras dos desde el suroeste de Perú y oeste de Bolivia hasta el centro oeste de Argentina, y centro de Chile.
Esta especie es considerada bastante común en sus hábitats naturales: las áreas semiáridas, abiertas, de pastos cortos, pedregosas; también en laderas abiertas rocosas o en barrancos, cerca de lagos y cursos de agua, en la zona cordillerana en verano, principalmente entre 2200 y 4500 m de altitud, localmente hasta los 600~1000 m en las lomas del norte de Chile y suroeste de Perú. En invierno, migra hacia zonas más bajas llegando hasta la costa del Pacífico.

## Descripción
Mide de 15,5 a 18 cm de longitud y pesa de 19 a 22 g. La cabeza con la  corona y nuca café rojizo; la cara es apizarrada clara con línea superciliar blanca desde el lorum hasta detrás de los ojos. El cuello trasero y el dorso son apizarrado claro. El lomo y las supracaudales negruzcos. La garganta, el cuello delantero, el pecho, el abdomen y las subcaudales son blanco-grisáceos. Las alas son gris oscuras y las cobertoras medianas gris oscuras con bordes café rojizo. La cola es negruzca con ribete blanco en la barba externa de las rectrizes laterales. El pico y las patas negros. La subespecie M. r. pallidiceps es similar pero con el tono del dorso más gris y más claro, y con la mancha de la corona de un rufo más claro.

## Comportamiento
Corre y vuela de forma muy activa y con gran rapidez, moviendo y agitando la cola y alas nerviosamente, lo que es una característica general de las dormilonas  (Muscisaxicola).

### Alimentación
Generalmente busca alimento solitario o en pareja, a veces en pequeños grupos. Se alimenta de insectos y frutos silvestres. Durante el invierno, en que suele bajar a las zonas costeras también se alimenta de crustáceos.

### Reproducción
Anida en las grietas de muros de piedra, entre rocas o en pircas. Sus nidos y huevos son indistinguibles de las nidadas de dormilona fraile (Muscisaxicola flavinucha) o de las de dormilona cejiblanca (Muscisaxicola albilora):  son blancos con pintitas rojas y tienen un tamaño promedio de 24 x 18 mm.

## Sistemática

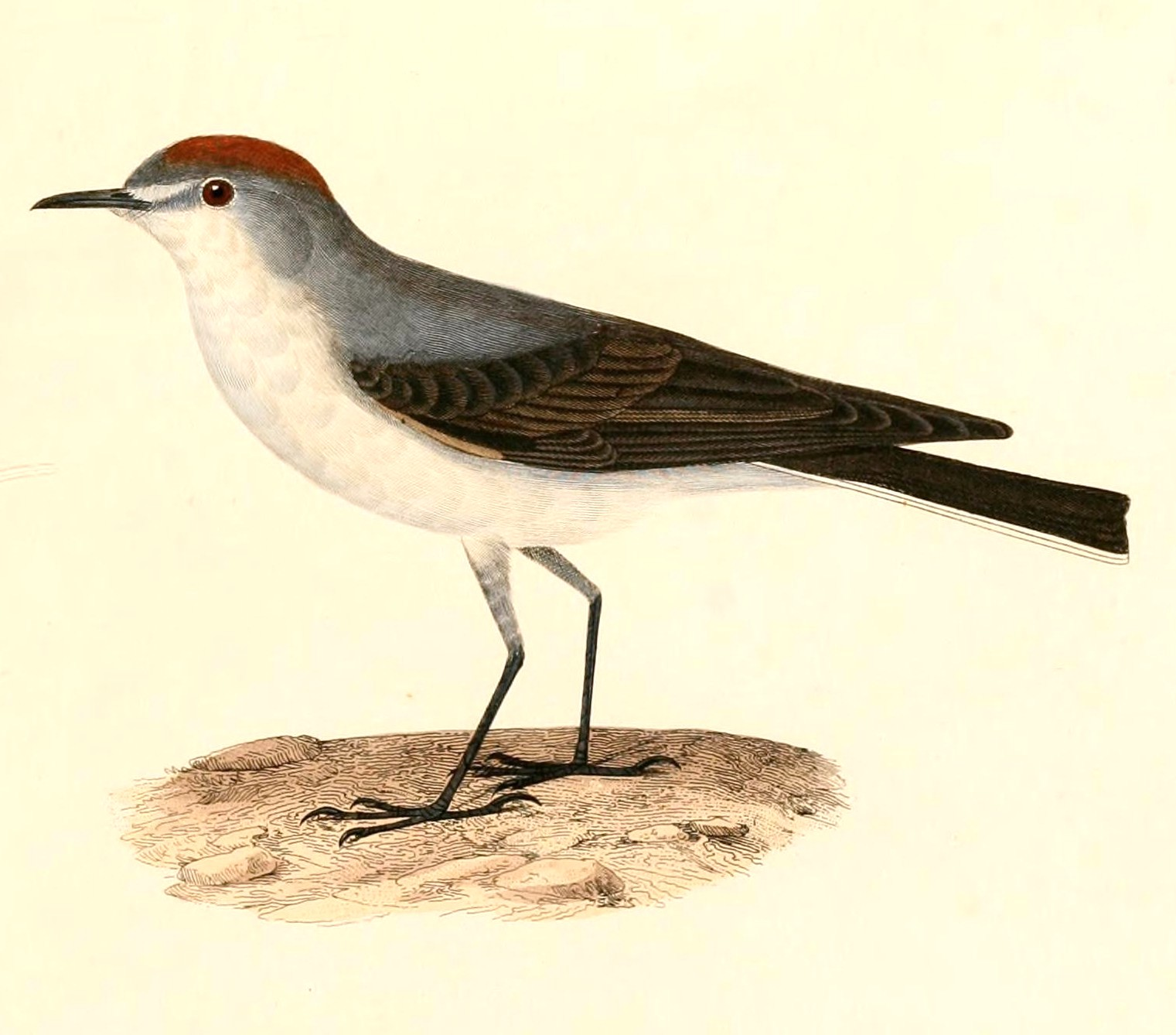
Muscisaxicola rufivertex ilustración en d'Orbigny, Voyage dans l'Amérique Méridionale, 1847.

### Descripción original
La especie M. rufivertex fue descrita por primera vez por los naturalistas franceses Alcide d'Orbigny y Frédéric de Lafresnaye en 1837 bajo el mismo nombre científico; la localidad tipo es: «Cobija, La Paz, Bolivia, actual Antofagasta, Chile».

### Etimología
El nombre genérico masculino «Muscisaxicola» es una combinación de los géneros Muscicapa y Saxicola, ambos del Viejo Mundo; y el nombre de la especie «rufivertex», se compone de las palabra del latín «rufus» que significa ‘rojizo’, ‘rufo’,  y «vertix, verticis» que significa ‘corona de la cabeza’.

### Taxonomía
La subespecie M. rufivertex occipitalis, es considerada como especie separada de la presente: la dormilona nuquiparda (Muscisaxicola occipitalis), por Aves del Mundo (HBW) y Birdlife International (BLI), con base en diferencias morfológicas.
La población de las Sierras de Córdoba (centro norte de Argentina) fue descrita como la subespecie M. rufivertex achalensis Nores & Yzurieta, 1983, pero parece ser indistinguible de la nominal. El Congreso Ornitológico Internacional (IOC) la lista como válida.

### Subespecies
Según la clasificación Clements Checklist se reconocen tres subespecies, con su correspondiente distribución geográfica:
- Muscisaxicola rufivertex occipitalis Ridgway, 1887 – Perú (desde el centro de Cajamarca hasta Ayacucho y Puno) y noroeste de Bolivia (La Paz, Cochabamba).
- Muscisaxicola rufivertex pallidiceps Hellmayr, 1927 – suroeste de Perú (Arequipa hasta Tacna), norte de Chile (Arica hasta Antofagasta), suroeste de Bolivia y noroeste de Argentina (al sur hasta La Rioja).
- Muscisaxicola rufivertex rufivertex d'Orbigny & Lafresnaye, 1837 – nidifica en las montañas de Chile (Atacama hasta Colchagua) y oeste de Argentina (sierras de Mendoza, oeste de Córdoba y noreste de San Luis).